# 中国驻伊兹密尔总领事馆
中华人民共和国驻伊兹密尔总领事馆（土耳其語：Çin Halk Cumhuriyeti İzmir Başkonsolosluğu），简称中国驻伊兹密尔总领事馆，是中华人民共和国派驻土耳其伊兹密尔的最高级别外交机构，位于伊兹密尔纳勒德利市阿特维拉区雅欧琴街22号（Altıevler Mah. Yalçın Sokak No:22, Narlıdere, İzmir, 35320）。领区包括伊兹密尔省、乌沙克省、艾登省、代尼兹利省、厄斯帕尔塔省、穆拉省、布尔杜尔省和安塔利亚省。

## 历史沿革
2014年1月23日，中华人民共和国与土耳其政府达成在伊兹密尔设立总领事馆的协议。2015年9月28日，驻伊兹密尔总领事馆正式开馆。2019年2月28日，驻伊兹密尔总领事馆暂时闭馆。